# Farmacia (álbum)
Farmacia es el segundo y cuarto álbum del artista uruguayo Riki Musso como solista. Su primera versión fue lanzada en casete en 1993 por el sello discográfico Ayuí / Tacuabé. Una nueva versión en CD fue publicada en 1996, la cual tiene varias versiones regrabadas de la versión de casete, varias canciones nuevas y dos versiones regrabadas de los álbumes 1 como Mirpo y El Dueño del Queso. 
La versión CD de Farmacia está recortada en las plataformas digitales, removiendo las canciones «El Jardín de Suán», «Monstruos Domésticos», «Se Desvencijó la Cómoda», «Mañana a la Misma Hora», «Merlín y el Trapo Rejilla» y «Glenda Umaña Está de Vacaciones».
«La Bufarracha» fue incluida en la banda sonora de la película uruguaya Alma máter.

## Estilo musical
A diferencia de los trabajos actuales de Musso, Farmacia es un álbum muy experimental, con letras abstractas, vocales fuera de tono y ritmos poco convencionales. Algunas de las canciones más populares y destacables en Farmacia son «La Bufarracha», «El Tiempo Real» y «Las Fieras Rojas».

## Lista de canciones
Todos los temas fueron escritos por Ricardo Musso excepto «Blues» de Pericles Cavalcanti, y Bandoneón arrabalero de Pascual Contursi

### Casete
| Lado A |                     |               |          |  |
| N.º    | Título              | Escritor(es)  | Duración |  |
| 1.     | «Pájaro Bobo Voló»  | Ricardo Musso | 4:10     |  |
| 2.     | «Churub»            | Ricardo Musso | 2:49     |  |
| 3.     | «Traca»             | Ricardo Musso | 2:08     |  |
| 4.     | «De Los Relojes»    | Ricardo Musso | 2:44     |  |
| 5.     | «Para Pará»         | Ricardo Musso | 2:18     |  |
| 6.     | «Dotor»             | Ricardo Musso | 1:27     |  |
| 7.     | «Vientos Del Cerro» | Ricardo Musso | 1:19     |  |
| 8.     | «La Pota»           | Ricardo Musso | 1:53     |  |

| Lado B |                        |                     |          |  |
| N.º    | Título                 | Escritor(es)        | Duración |  |
| 1.     | «Blues»                | Pericles Cavalcanti | 3:13     |  |
| 2.     | «Tarzán De Las Vacas»  | Ricardo Musso       | 3:06     |  |
| 3.     | «La Siesta»            | Ricardo Musso       | 2:08     |  |
| 4.     | «Solito Y Los Malos»   | Ricardo Musso       | 2:00     |  |
| 5.     | «Bandoneón Arrabalero» | Pascual Contursi    | 2:06     |  |
| 6.     | «Rico»                 | Ricardo Musso       | 2:37     |  |
| 7.     | «La Bufarracha»        | Ricardo Musso       | 2:58     |  |

### CD
| N.º | Título                                 | Escritor(es)  | Duración |  |
| 1.  | «Pájaro Bobo Voló»                     | Ricardo Musso | 3:55     |  |
| 2.  | «Tarzán de Las Vacas»                  | Ricardo Musso | 2:22     |  |
| 3.  | «La Siesta»                            | Ricardo Musso | 2:00     |  |
| 4.  | «El Jardín de Suán»                    | Ricardo Musso | 2:11     |  |
| 5.  | «Monstruos Domésticos»                 | Ricardo Musso | 1:01     |  |
| 6.  | «Churub»                               | Ricardo Musso | 2:21     |  |
| 7.  | «Se Desvencijó la Cómoda»              | Ricardo Musso | 2:45     |  |
| 8.  | «Las Fieras Rojas»                     | Ricardo Musso | 2:19     |  |
| 9.  | «Mañana a la Misma Hora»               | Ricardo Musso | 2:03     |  |
| 10. | «Dotor»                                | Ricardo Musso | 1:32     |  |
| 11. | «Tropecé de Nuevo y Con El Mismo Pato» | Ricardo Musso | 1:55     |  |
| 12. | «Merlín y El Trapo Rejilla»            | Ricardo Musso | 1:09     |  |
| 13. | «En la Bolsita de Nylon»               | Ricardo Musso | 1:50     |  |
| 14. | «La Bufarracha»                        | Ricardo Musso | 2:37     |  |
| 15. | «El Tiempo Real»                       | Ricardo Musso | 3:00     |  |
| 16. | «Glenda Umaña Está de Vacaciones»      | Ricardo Musso | 1:28     |  |
| 17. | «Nacuma y el Sol»                      | Ricardo Musso | 1:45     |  |

### Digital
| N.º | Título                                 | Escritor(es)  | Duración |  |
| 1.  | «Pájaro Bobo Voló»                     | Ricardo Musso | 3:54     |  |
| 2.  | «Tarzán de las Vacas»                  | Ricardo Musso | 2:25     |  |
| 3.  | «La Siesta»                            | Ricardo Musso | 2:01     |  |
| 4.  | «El Jardín de Suán»                    | Ricardo Musso | 2:11     |  |
| 5.  | «Churub»                               | Ricardo Musso | 2:23     |  |
| 6.  | «Las Fieras Rojas»                     | Ricardo Musso | 2:20     |  |
| 7.  | «Dotor»                                | Ricardo Musso | 1:32     |  |
| 8.  | «Tropecé de Nuevo y Con el Mismo Pato» | Ricardo Musso | 1:56     |  |
| 9.  | «En la Bolsita de Nylon»               | Ricardo Musso | 1:52     |  |
| 10. | «La Bufarracha»                        | Ricardo Musso | 2:39     |  |
| 11. | «El Tiempo Real»                       | Ricardo Musso | 3:03     |  |
| 12. | «Nacuma y el Sol»                      | Ricardo Musso | 1:45     |  |